# Инди (фильм)
«Инди» — российско-украинский фильм-мелодрама, снятый режиссёром Александром Кириенко в 2007 году.

## Сюжет
Главная героиня фильма Арина, не справившись с управлением автомобиля, попадает в аварию. Её муж, богатый бизнесмен, увозит жену с места происшествия и заявляет об угоне автомобиля. Но Арину не покидают мысли о пострадавшем человеке, её продолжают мучить кошмары.
Во время прогулки по Каиру она знакомится с архитектором из Санкт-Петербурга Арсением, у которого на щеке есть шрам, полученный в автомобильной аварии. Они сразу поняли, что созданы друг для друга, но дома их ждут семьи…

## В ролях
| Актёр                 | Роль                       |
| --------------------- | -------------------------- |
| Алёна Бабенко         | жена Дукельского Арина     |
| Александр Домогаров   | Арсений                    |
| Александр Балуев      | Игорь Сергеевич Дукельский |
| Полина Кутепова       | Лиза                       |
| Михаил Федоровский    | Егорка                     |
| Андрей Павленко       | водитель Володя            |
| Ксения Николаева      | Таня                       |
| Алексей Вертинский    | собиратель автографов      |
| Александр Данильченко | директор детдома           |
| Олеся Власова         | секретарь Анжела           |
| Оксана Филоненко      | медсестра                  |
| Андрей Дебрин         | метрдотель                 |
| Вероника Цымбал       | девочка Ариша              |
| Егор Чевкин           | Славик                     |
| Даниил Бараболя       | Максим                     |

## Награды и номинации
Список приводится в соответствии с данными IMDb.
| Награды и номинации     | Награды и номинации   | Награды и номинации                 | Награды и номинации | Награды и номинации |
| Награда                 | Категория             | Номинант                            | Результат           |                     |
| ----------------------- | --------------------- | ----------------------------------- | ------------------- | ------------------- |
| MTV Russia Movie Awards | «Лучшая женская роль» | Алёна Бабенко                       | Победа              |                     |
| MTV Russia Movie Awards | «Лучший поцелуй»      | Алёна Бабенко и Александр Домогаров | Номинация           |                     |